# Mitoyo
Mitoyo (三豊市, Mitoyo-shi) est une ville située dans la préfecture de Kagawa, au Japon.

## Géographie

### Situation
Mitoyo est située dans l'ouest de la préfecture de Kagawa, au bord de la mer intérieure de Seto. L'île d'Awa fait partie du territoire de la ville.

### Démographie
Au 1er janvier 2022, la population de la ville de Mitoyo était de 60 567 habitants, répartis sur une superficie de 222,73 km2.

## Histoire
La ville de Mitoyo a été créée en 2006 de la fusion des anciens bourgs de Mino, Nio, Saita, Takase, Takuma, Toyonaka et Yamamoto.

## Culture locale et patrimoine
Le Motoyama-ji est le soixante-dixième temple du pèlerinage de Shikoku.

## Transports
Mitoyo est desservie par les lignes Dosan et Yosan de la JR Shikoku.

## Jumelage
Mitoyo est jumelée avec Waupaca aux États-Unis.